# Vogelmühle (Ilsenburg (Harz))

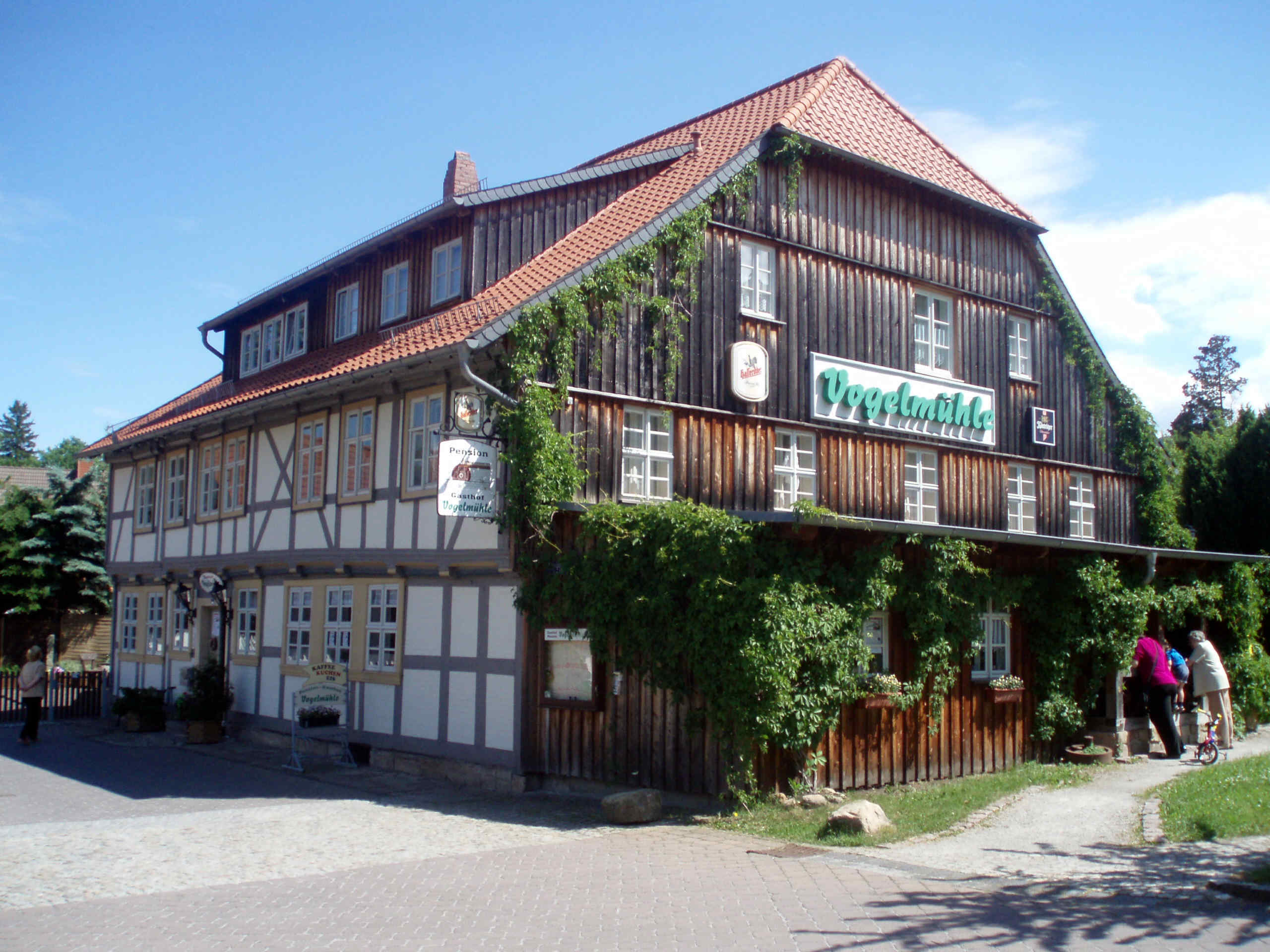
Vogelmühle Ilsenburg

Die Vogelmühle ist eine frühere Mahlmühle in der Stadt Ilsenburg (Harz), Landkreis Harz.
Ihre Anfänge reichen bis zum Beginn des 18. Jahrhunderts zurück. Mühlengebäude und Wohnhaus stehen heute unter Denkmalschutz. 1997 wurde das funktionstüchtige Wasserrad neu gebaut und am 7. April 1998 öffnete in der Vogelmühle ein Gasthof mit Pension und Restaurant.